# Chiesa di Santa Maria Segreta
La chiesa prepositurale di Santa Maria Segreta è un luogo di culto cattolico di Milano, sede dell'omonima parrocchia; l'edificio è situato nel municipio 1, in via Mascheroni, in posizione prospiciente piazza Tommaseo.

## Storia

### Il Sacello di Demetra
Il termine "segreta" nel nome della chiesa è legato alla presenza, sullo stesso luogo dove sorgeva l'antica chiesa di Santa Maria Segreta, di un tempio pagano di epoca romana, per la precisione un sacello (in latino, secretum) dedicato a Demetra.
Il culto per questa dea greca, o per Cerere, ossia per il corrispettivo romano di Demetra, era molto importante per la società romana, visto che Demetra (e Cerere) era una divinità materna della terra e della fertilità, nume tutelare dei raccolti, ma anche dea della nascita, poiché tutti i fiori, la frutta e gli esseri viventi erano ritenuti suoi doni.
Fu sant'Ambrogio a ordinare la demolizione dei templi pagani e la costruzione di chiese e basiliche cristiane: alcune chiese sorsero sullo stesso luogo dove in precedenza erano eretti templi pagani, mentre in alcuni casi questi ultimi furono convertiti in luoghi di culto cristiani.

### La successiva chiesa
L'antica chiesa di San Maria Segreta, che sorgeva nei pressi del Cordusio, venne costruita nell'836 e poi ricostruita nel XVII secolo in stile barocco. Fu in seguito demolita nel 1911 per permettere la costruzione del palazzo delle poste.
La nuova chiesa venne edificata su un terreno adiacente piazza Tommaseo ceduto dal comune alla parrocchia nel 1909. Il progetto venne affidato all'architetto Augusto Brusconi che si ispirò alla chiesa demolita. La prima pietra del nuovo complesso venne posata nel maggio 1911 dall'arcivescovo cardinale Andrea Carlo Ferrari e la costruzione della chiesa, iniziata nel 1912, venne portata a termine nel 1918.

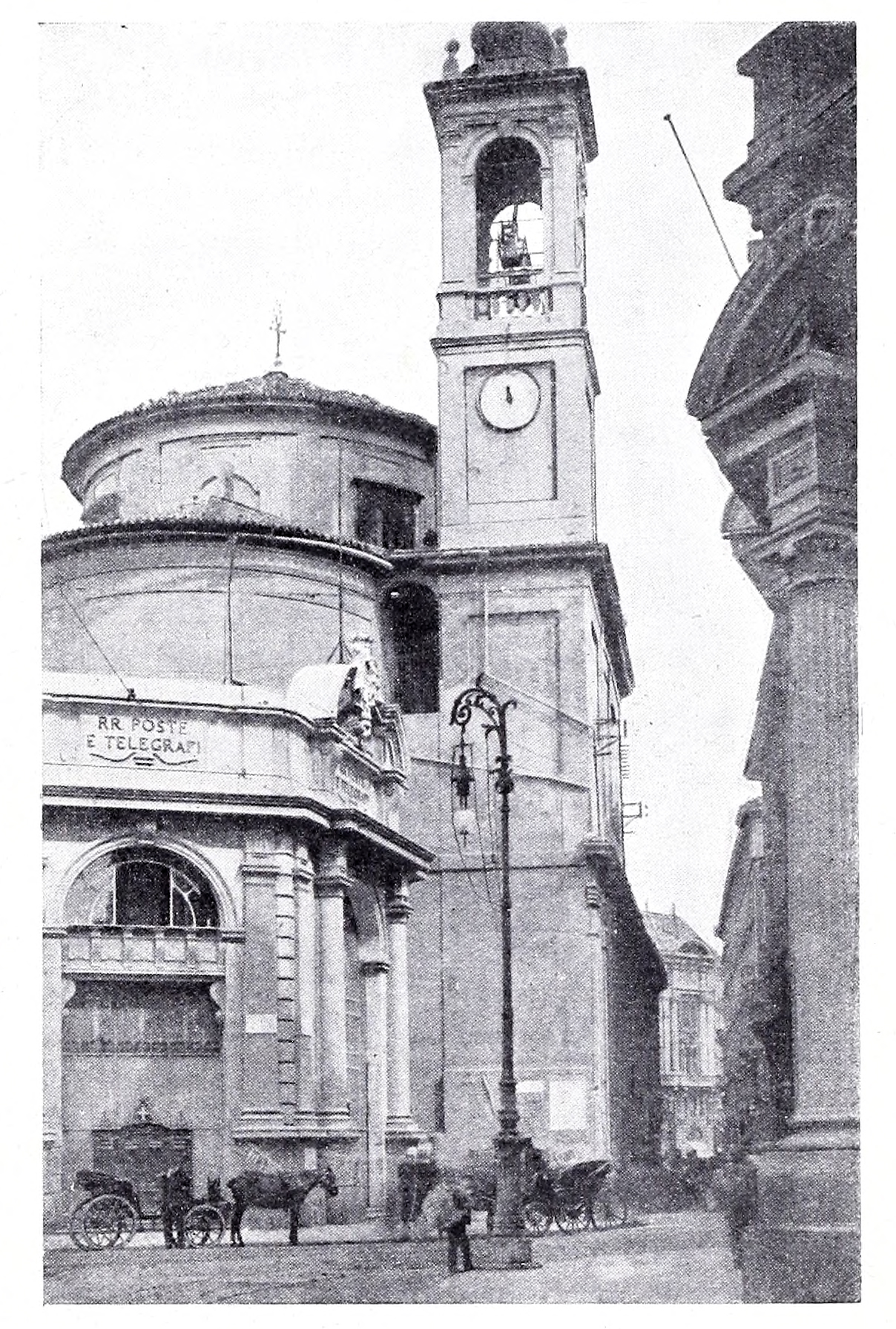
L'antica Santa Maria Segreta, demolita nel 1911

Nel 1924, grazie all'interessamento dell'architetto Paolo Mezzanotte, lungo il fianco destro della chiesa fu rimontata la facciata della demolita chiesa di San Giovanni Decollato alle Case Rotte, monumento nazionale dal 1987.

## Descrizione

### Architettura e arte

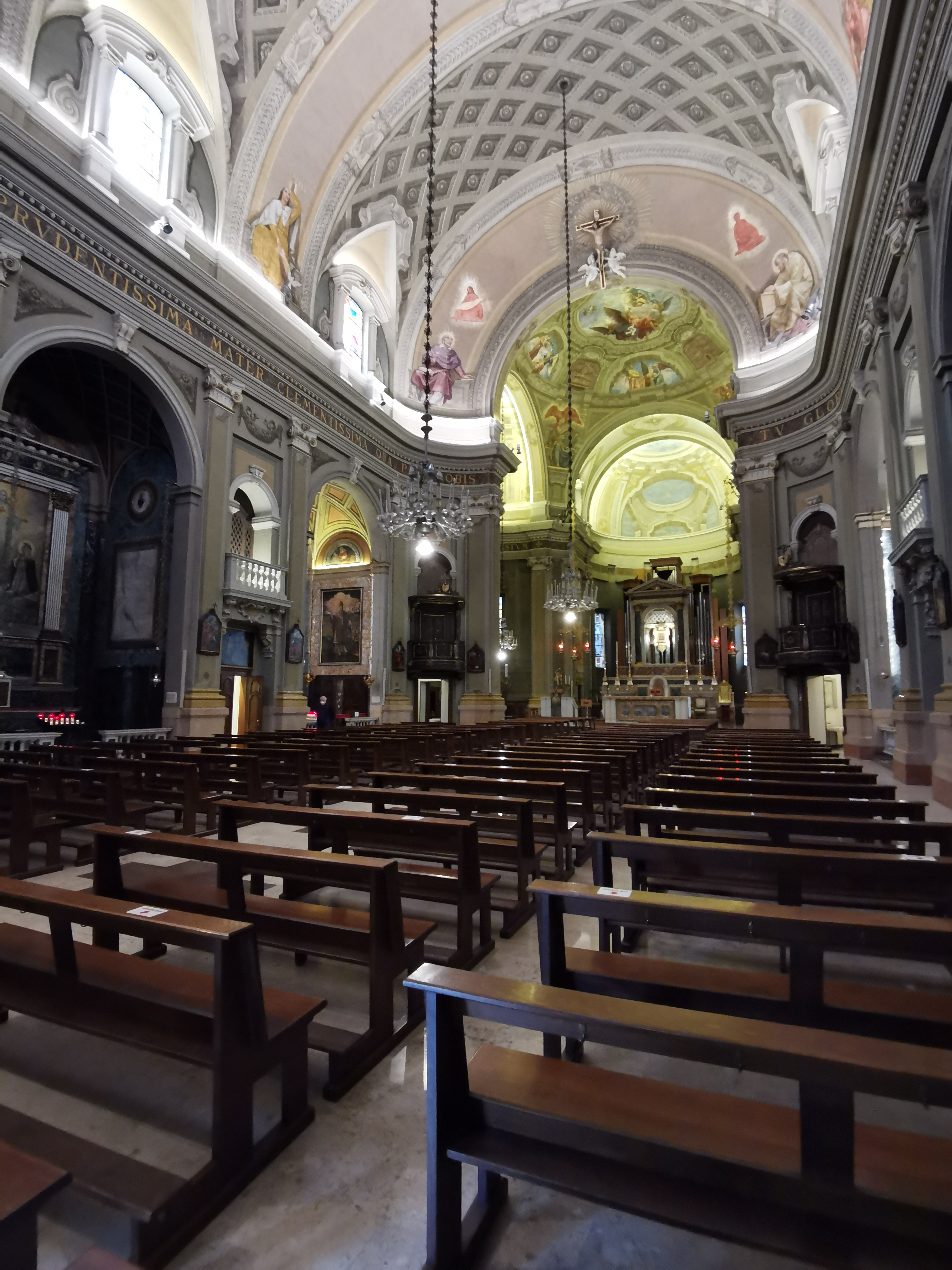
Interno della chiesa

La chiesa di Santa Maria Segreta è in stile neobarocco. La sua facciata, ispirata a quella della chiesa di Sant'Alessandro in Zebedia, è affiancata da due bassi campanili a pianta quadrangolare; in quello di destra, si trova un concerto di cinque campane in Si♭3 fuse a Seregno dalla ditta Ottolina. La parte centrale del prospetto, che termina in alto con un timpano triangolare, è decorata da quattro statue, ciascuna all'interno di una propria nicchia, e in essa si apre in basso il portale d'accesso alla chiesa, sormontato da un bassorilievo ovale in marmo di Botticino raffigurante la Madonna col Bambino.
L'interno della chiesa è fortemente ispirato a quello dell'antica Santa Maria Segreta ed è costituito da un'unica navata coperta con volta a botte lunettata, lungo la quale si aprono tre cappelle per lato. Il capocroce è costituito da tre absidi, una in asse con l'ingresso e due ad essa perpendicolari a formare il transetto. Della chiesa demolita si conservano alcune opere, come i due pulpiti di Luigi Canonica posti ai lati del presbiterio e una tavola del 1492 di scuola napoletana raffigurante l'Incoronazione della Vergine; l'apparato decorativo è invece opera di vari artisti attivi nei primi anni del XX secolo, tra i quali Eliseo Fumagalli, Aristide Albertella, Vanni Rossi e Luigi Morgari.

### Organo a canne

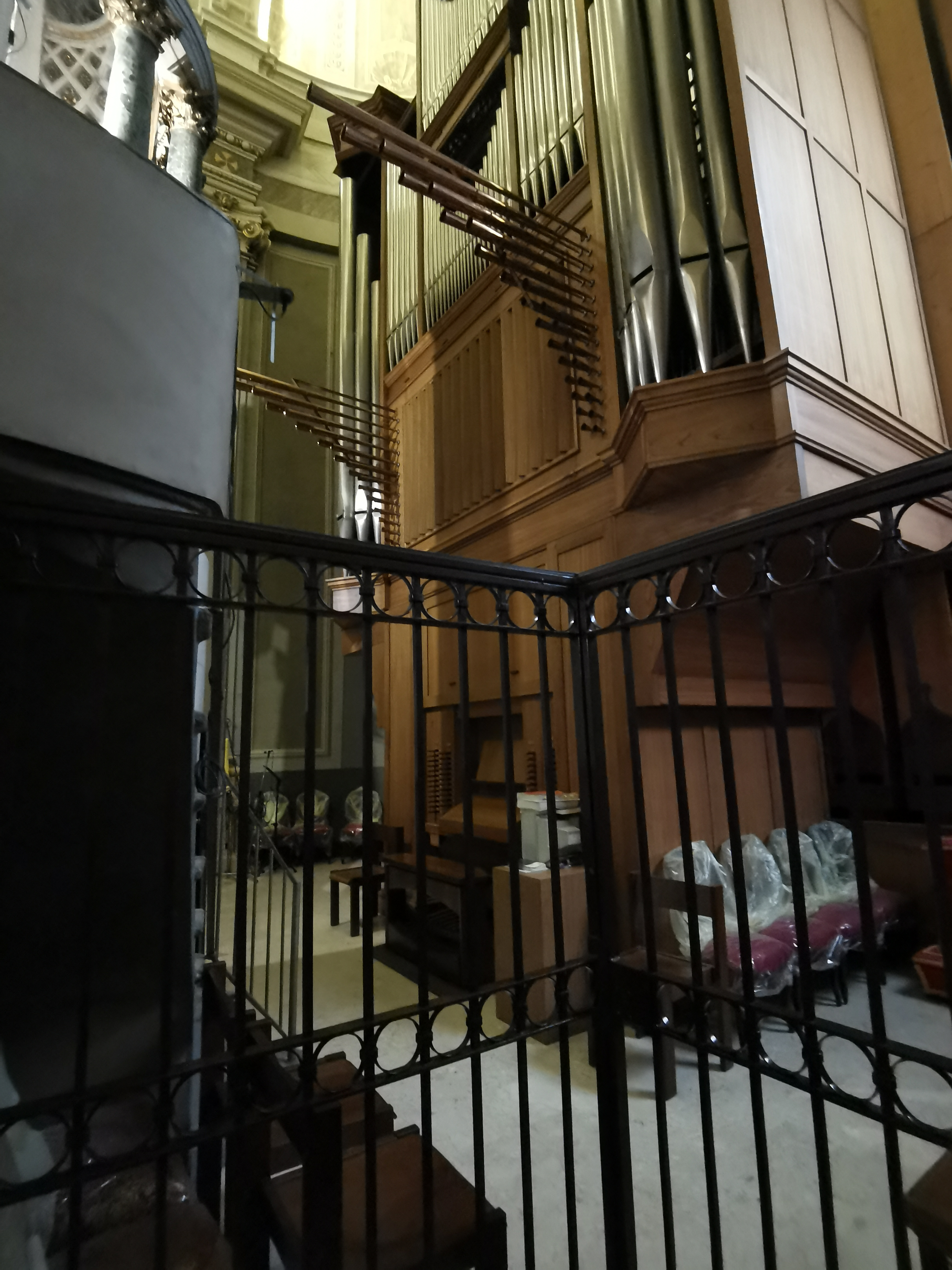
Organo a canne, dietro all'altare

Alle spalle dell'altare maggiore, nell'abside, si trova l'organo a canne della chiesa, costruito tra il 1983 e il 1986 dalla ditta organaria Tamburini su progetto di Enzo Corti.
Lo strumento è a trasmissione integralmente meccanica e la sua consolle è a finestra; essa dispone di tre tastiere di 58 note ciascuna e pedaliera concavo-radiale di 32 note. I registri sono azionati da manette a scorrimento laterale disposte su quattro colonne ai lati delle tastiere. Il materiale fonico, ad eccezione delle prime canne del registro di Contrabbasso 32' del Pedale, è racchiuso all'interno di una cassa lignea, la cui mostra è costituita da canne di principale, con la griglia della cassa espressiva a vista, sopra la consolle, con ai lati le trombe orizzontali.